# 70 (liczba)
70 (siedemdziesiąt) – liczba naturalna następująca po 69 i poprzedzająca 71.

## 70 w nauce
- liczba atomowa iterbu
- obiekt na niebie Messier 70
- galaktyka NGC 70
- planetoida (70) Panopaea

## 70 w kalendarzu
70. dniem w roku jest 11 marca (w latach przestępnych jest to 10 marca). Zobacz też co wydarzyło się w roku 70.